# Hans Bellmer
Hans Bellmer (Katowice, 1902-París, 23 de febrero de 1975) fue un autor y fotógrafo surrealista de origen polaco. Desarrolló su trabajo en Berlín y más tarde en París debido al nazismo.
Desde 1922 estuvo trabajando en arte y publicidad en Berlín. Cuando los nazis llegaron al poder en Alemania, en 1933, Bellmer decidió no hacer nada que pudiera serles útil. Entonces confeccionó su obra más conocida: la Muñeca. Se trata de una escultura que representa a tamaño casi real (1,40 m.) a una muchacha de cabellos morenos, desnuda y con calcetines, que parece una muñeca de niña ampliada, pero que tiene cuatro piernas y numerosas articulaciones para un único torso de mujer adulta. Es un objeto con pretensiones eróticas, una criatura artificial con múltiples posibilidades anatómicas, mediante la cual Bellmer intenta descubrir la mecánica del deseo y desenmascarar el inconsciente psíquico que nos gobierna. 
Bellmer es, evidentemente, rechazado por el III Reich, que calificaba a su arte de degenerado, y que veía en él lo que el autor, en efecto, quería: «un intento de provocar a la población para impulsarla a despertar».
Trasladado a París en 1938, fue acogido por los surrealistas, que reconocían en su Muñeca y en sus fotografías una nueva manera de abrir el espíritu de la sociedad a sus fantasmas inconscientes y de obligar al espectador a interrogarse sobre los sentimientos producidos en él por la obra de arte y sobre las relaciones con su propio cuerpo y todo lo que ello conlleva de hipocresía o de complejo.
Bellmer fue recluido en el Campo de Les Milles, en Provenza hasta 1940.
Aunque la Muñeca es su obra más innovadora y más conocida, continuó con sus trabajos sobre el erotismo, con abundantes dibujos y fotografías de esculturas-objetos.
Su trabajo servirá de influencia para artistas posteriores como Cindy Sherman, que trabajará también con muñecas haciendo una referencia a la mujer como objeto.

## Bellmer en la cultura popular
El grupo de música americano-japonés Blonde Redhead escribió la canción "Doll is Mine" en honor a Bellmer.